# San Prospero, Modena
San Prospero là một đô thị ở tỉnh Modena thuộc vùng Emilia-Romagna, có vị trí cách khoảng 40 km về phía tây bắc của Bologna và khoảng 15 km về phía đông bắc của Modena. Tại thời điểm ngày 31 tháng 12 năm 2004, đô thị này có dân số 5.087 người và diện tích 34,4 km².
Đô thị San Prospero có các frazioni (đơn đơn vị cấp dưới, chủ yếu là các làng) San Martino sul Secchia, San Lorenzo della Pioppa, San Pietro in Elda, và Staggia.
San Prospero giáp các đô thị: Bomporto, Camposanto, Carpi, Cavezzo, Medolla, Soliera.